# 日本軽金属ホールディングス
日本軽金属ホールディングス株式会社（にっぽんけいきんぞくホールディングス、英:  Nippon Light Metal Holdings Company, Ltd.）は、アルミニウムの一貫生産メーカー日本軽金属などを傘下に持つ持株会社である。

## 概要
2012年に日本軽金属が単独株式移転により設立した持株会社。同時にグループ再編を行い、直接の子会社は日本軽金属、押出関連事業を統括する中間持株会社の日軽金加工開発ホールディングス、箔・粉末製品事業を営む東洋アルミニウム、トレーラ（被けん引車）・自動車車体等の製造業を営む日本フルハーフの4社となっている。

## 沿革
- 2012年（平成24年）10月1日 – 日本軽金属株式会社が単独株式移転を行い持株会社日本軽金属ホールディングス株式会社設立[1]。日本軽金属に代わり東京証券取引所、大阪証券取引所の各一部に上場[2]。同時に日軽金加工開発ホールディングス株式会社と、東洋アルミニウム株式会社の保有株式を日本軽金属株式会社から譲受、日本フルハーフ株式会社の保有株式を同社から現物配当され、4社は当社の直接の子会社となった[3]。

## 主なグループ企業
- 日本軽金属株式会社
  - アルミニウム線材株式会社
  - 近畿研磨材工業株式会社
  - 静岡興産株式会社
  - 玉井商船株式会社
  - 日軽エムシーアルミ株式会社
  - 日軽稲沢株式会社
  - 日軽メタル株式会社
  - 株式会社エヌ・エル・エム・エカル
  - エヌケイエス株式会社
  - 日軽エンジニアリング株式会社
  - 株式会社東邦アーステック
  - 株式会社ニッカン
  - 日軽産業株式会社
  - 日軽情報システム株式会社
  - 日軽熱交株式会社
  - 日軽ニュービジネス株式会社
  - 日軽パネルシステム株式会社
  - 日軽物流株式会社
  - 日軽北海道株式会社
  - 日本電極株式会社
  - 日軽松尾株式会社
  - 株式会社東陽理化学研究所
- 日軽金加工開発ホールディングス株式会社
  - 日軽金アクト株式会社
  - 日軽形材株式会社
  - 日軽新潟株式会社
  - 日軽蒲原株式会社
  - 理研軽金属工業株式会社
  - 株式会社エヌティーシー
- 日本フルハーフ株式会社
- 東洋アルミニウム株式会社
  - 東海アルミ箔株式会社
  - 東洋アルミエコープロダクツ株式会社
  - 東海東洋アルミ販売株式会社

## 諸問題

### 死の川

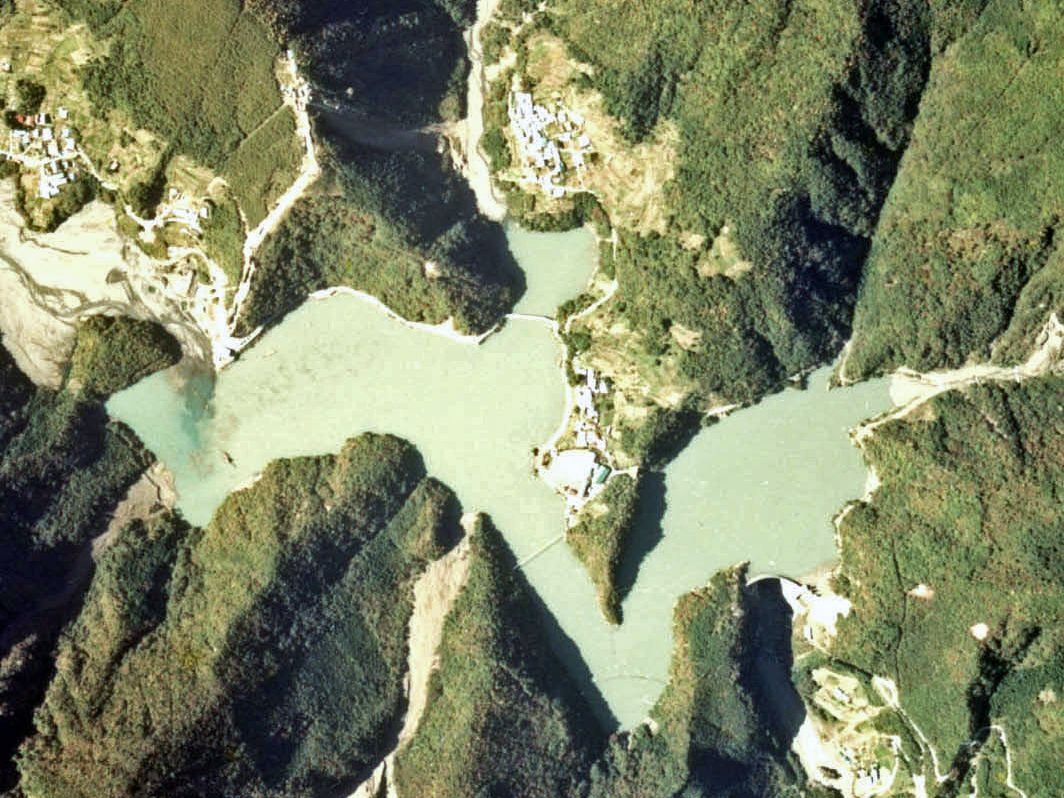
完全子会社の日本軽金属が運営する雨畑ダム。山梨県の自治体に多額の補償金を渡し、一方で山梨県からの天下りを受け入れることで、富士川の汚染を黙認させ、富士川を「死の川」にしたと、2019年より静岡新聞の特集記事で報道されている。

富士川はかつてはアユ釣りが盛んで、2010年ぐらいまでは熊本県の球磨川とともに「尺アユ」（30cmを超える大型のアユ）が釣れる河川として全国に知られた。なかでも「富士川鮎釣り大会」は、富士川町制90周年記念として1991年に第一回が開催されて以来、山梨県の観光資源のひとつであった。しかし2010年代以降はアユの生息がほぼ確認されていない。
静岡新聞の報道では、少なくとも2011年以降、山梨県の元治水課長が社長（当時）を務める採石業者（子会社の日本軽金属が一部出資）が、雨畑川（山梨県早川町）にアクリルアミドポリマーを含む汚泥を不法投棄したことにより、富士川水系の中下流域が汚染され、生物が生息できない「死の川」となっている。
駿河湾におけるサクラエビ漁業も、1999年には2451トンの水揚げがあったものが、2020年には25.8トンと近年は著しく減少しているが、日本軽金属雨畑ダムの濁った水が早川、富士川を経て駿河湾に注ぎ込んでいるためだと、2020年に静岡県知事川勝平太は主張している。
雨畑ダムは日軽金が管理する発電専用のダムで、ダム湖の水は日本軽金属のアルミ製錬のために利用され、普段は富士川に放出されずに日軽金の敷設した専用のパイプラインを通って、日本軽金属蒲原製造所（静岡市清水区）の放水路から放出されるが、2016年時点での堆砂率93％と全く治水機能を持たないため、雨が降るたびに近隣への浸水を防ぐために発電を停止し、洪水吐ゲートからヘドロを含んだ大量の土砂を富士川に吐き出していた。
採石業者は「増水すれば流れる」と承知のうえで汚泥を敷地に投棄、またコンクリート業者も、採石業者の許可を得てコンクリートくずを採石業者の敷地に投棄し、ほとんどが雨畑川に流出した。雨畑ダムの堆砂率の多さから、2019年8月の台風10号によって、ダム周囲の集落が浸水するなど大きな被害を受けたため、水害対策の為に角瀬発電所への水の引き込みは2019年8月より停止しており、現在は雨畑ダムの濁った水が富士川水系にそのまま流れている。
駿河湾サクラエビの不漁問題を抱える静岡県では非常に問題視されており、山梨県の採石業者の不法投棄問題も、由比港漁協（サクラエビが水揚金額の約9割を占める）の訴えを受けた静岡・山梨両県の合同調査によって2019年に判明した。この問題は、静岡新聞で積極的に報道されており、駿河湾のサクラエビ問題に始まってヘドロ不法投棄問題から戦後の日本軽金属の水利権問題にまで切り込んだ静岡新聞の特集「サクラエビ異変」が2021年に「水産ジャーナリスト賞」を受賞している。
静岡新聞は「駿河湾の宝石」と呼ばれるサクラエビの不漁の元凶として、雨畑ダムと日本軽金属を2019年より激しく非難しており、2020年1月1日には日本軽金属が雨畑ダムを含む富士川水系の4つの発電所を「アルミ製錬のために利用する」という建前で、実際は売電に転用していた「水利権の目的外使用」であったことを報道。2020年2月には地元政治家（山梨県第1区）の中島克仁衆議院議員を動かして日本国政府の答弁書を引き出し、2020年11月には山梨県が国土交通省からの意見聴取を受ける事態となり、2021年2月より、日本軽金属の水利権問題が国会で議論されるまでに至った。静岡新聞は山梨県の自治体による「水返せ運動」を引き起こすべく、山梨県や地元自治体に対する情報公開請求やアンケートなどの数々のアクションを起こしている。
山梨県としては特に問題視もされておらず、サクラエビの不漁問題の原因も「不法投棄の泥かは分からない」と考えており、したがって検出試験などの調査も行われていない。2019年に行われた山梨県・静岡県の合同による富士川の浮遊物質量の調査の結果では、山梨県側としては「調査前にまとまった降雨の見られたときを除き、目立った濁りは見られなかった」という認識であり、「富士川は、水の汚れが少ない、清らかな川」と結論付けられた。
一方で、静岡県としては「環境基準の4倍を超えた観測地点があった調査日が、早川中下流で5日、雨畑川上流・雨畑ダム貯水池では8日あった」という認識であり、その濁りの原因を公式発表に記載しようとして山梨県側と対立、公式発表まで半年もめた末、山梨県大気水質保全課の公式発表とは別に、静岡県水産業局が「雨畑川上流からの土砂流入が原因の可能性が高い」と静岡県庁で「独自の補足」を行う異例の事態となった。山梨県の採石業者の不法投棄問題は、当初は山梨県によって刑事告発も検討されていたが、2019年6月に「撤去完了」し、また下流域の水質にも異常は見られなかった（山梨県環境整備課の認識）ため、告発はなされなかった。
これらの富士川流域（山梨県内）の問題への対処は、静岡県と山梨県で温度差があるのも問題で、静岡新聞では2019年元旦より連日報道されているが、山梨県内ではあまり報道されておらず、山梨県環境整備課も「富士川にアユがいない」ということを2020年12月に静岡新聞の報道で知ったとのこと。また、2020年現在の山梨県知事の長崎幸太郎は、雨畑ダムのヘドロ問題はあくまで浸水対策の観点から問題視しているだけで、さらに「山梨県は海がないので、われわれが関心を持っているのは河川だ」と、駿河湾のサクラエビ問題には全く関心を持っていないため、山梨県は静岡県側と協力してヘドロ問題に対処する行動をみせながら、現実には両県で対立している。
雨畑ダムは、2019年の台風19号で県道や「雨畑の吊橋」が崩落し、地区の孤立を招いたために長崎知事がダムを視察して日軽金を厳しく批判したが、日軽金自身も雨畑ダムの問題で2020年3月期に特別損失110億円を計上するなど手を焼いており、国から行政指導を受けたために誰かが対処せざるを得ない雨畑ダム問題は、2021年現在、山梨県と日軽金で問題を押し付け合う形となっている。
富士川から鮎がいなくなっても、富士川漁協（山梨県身延町）からは特に問題視されていないが、その背景として、日本軽金属から富士川漁協に年間1,500万円という、多額の漁業補償金が流れていることを静岡新聞が2019年6月に報道した。

### 雨畑ダムにおける水害の惹起
富士川水系の雨畑川に子会社の日本軽金属が建設した雨畑ダムの堆砂率が90%を超えており、川岸の集落にたびたび浸水等の水害を惹き起こしている。集落に壁を設置するなどしているが、抜本的な解決には至っていない。

### 日本軽金属名古屋工場におけるアルミ板製品の不正検査
2021年5月17日、子会社の日本軽金属が名古屋工場で生産するアルミ板製品の検査において1996年ごろから不正が行っていたことが判明。同年5月14日付で名古屋工場のJIS認証取り消しが行われた。